# Thomas Aquino Manyo Maeda
Thomas Aquino Manyo Maeda (前田 万葉; Tsuwasaki, 3 marzo 1949) è un cardinale e arcivescovo cattolico giapponese, dal 15 agosto 2023 arcivescovo metropolita di Osaka-Takamatsu.

## Biografia
Thomas Aquino Manyo Maeda è nato il 3 marzo 1949 a Tsuwasaki, prefettura ed arcidiocesi di Nagasaki, nella parte sud-occidentale del Giappone.

### Ministero sacerdotale
Ha ricevuto l'ordinazione sacerdotale il 19 marzo 1975, presso la cattedrale di Santa Maria a Nagasaki, per imposizione delle mani di Joseph Asajiro Satowaki, ordinario arcidiocesano e futuro cardinale; si è incardinato, appena ventiseienne, come presbitero della medesima arcidiocesi. Ha ricoperto gli incarichi di vice parroco, parroco ed editore del bollettino diocesano. È stato segretario generale della Conferenza dei Vescovi Cattolici del Giappone dal 2006 fino alla promozione all'episcopato.

### Ministero episcopale
Il 13 giugno 2011 papa Benedetto XVI lo ha nominato, sessantaduenne, vescovo di Hiroshima; è succeduto al settantacinquenne Joseph Atsumi Misue, dimissionario per raggiunti limiti d'età. Ha ricevuto la consacrazione episcopale il successivo 23 settembre, nella cattedrale dell'Assunzione di Maria ad Hiroshima, per imposizione delle mani di monsignor Misue, vescovo emerito, assistito dai co-consacranti monsignori Leo Jun Ikenaga, S.I., arcivescovo metropolita di Osaka, e Joseph Mitsuaki Takami, P.S.S., arcivescovo metropolita di Nagasaki; ha preso possesso della sua sede durante la stessa cerimonia.
Il 20 agosto 2014 papa Francesco lo ha nominato, sessantacinquenne, arcivescovo metropolita di Osaka; è succeduto al settantasettenne Leo Jun Ikenaga, dimissionario per raggiunti limiti d'età. Ha preso possesso dell'arcidiocesi, nella Cattedrale dell'Immacolata Concezione della Vergine Maria ad Osaka, il 23 settembre successivo. Il 29 giugno 2015, giorno della solennità dei Santi Pietro e Paolo, si è recato presso la basilica di San Pietro in Vaticano, dove il pontefice gli ha consegnato il pallio, simbolo di comunione tra la Santa Sede e il metropolita, che gli è stato imposto in una cerimonia successiva.
Il 17 giugno 2016 è stato eletto vicepresidente della Conferenza dei Vescovi Cattolici del Giappone per un mandato di un triennio; è succeduto a Joseph Mitsuaki Takami, arcivescovo metropolita di Nagasaki, eletto presidente. È stato nuovamente riconfermato nel suo incarico nel 2019.

### Cardinalato
Il 20 maggio 2018, al termine del Regina Coeli, papa Francesco ha annunciato la sua creazione a cardinale nel concistoro del 28 giugno seguente; sessantanovenne, è il sesto porporato giapponese nella storia della Chiesa, il secondo arcivescovo di Osaka dopo Paul Yoshigoro Taguchi. Durante la cerimonia, svoltasi nella Basilica di San Pietro in Vaticano, il Pontefice gli ha conferito la berretta, l'anello cardinalizio ed il titolo presbiterale di Santa Pudenziana; il titolo era vacante dal 5 luglio 2017, giorno della morte del cardinale Joachim Meisner, arcivescovo emerito di Colonia. Ha preso possesso della sua chiesa titolare durante una celebrazione svoltasi il 16 dicembre dello stesso anno alle ore 10:30.
Il 15 agosto 2023, a seguito dell'incorporazione della diocesi di Takamatsu nell'arcidiocesi di Osaka disposta da papa Francesco, è stato nominato primo arcivescovo metropolita di Osaka-Takamatsu.
Il 7 e 8 maggio 2025 ha partecipato come cardinale elettore al conclave che ha portato all'elezione di papa Leone XIV.

## Genealogia episcopale e successione apostolica
La genealogia episcopale è:
- Cardinale Scipione Rebiba
- Cardinale Giulio Antonio Santori
- Cardinale Girolamo Bernerio, O.P.
- Arcivescovo Galeazzo Sanvitale
- Cardinale Ludovico Ludovisi
- Cardinale Luigi Caetani
- Cardinale Ulderico Carpegna
- Cardinale Paluzzo Paluzzi Altieri degli Albertoni
- Papa Benedetto XIII
- Papa Benedetto XIV
- Papa Clemente XIII
- Cardinale Marcantonio Colonna
- Cardinale Giacinto Sigismondo Gerdil, B.
- Cardinale Giulio Maria della Somaglia
- Cardinale Carlo Odescalchi, S.I.
- Vescovo Eugène de Mazenod, O.M.I.
- Cardinale Joseph Hippolyte Guibert, O.M.I.
- Cardinale François-Marie-Benjamin Richard de la Vergne
- Cardinale Pietro Gasparri
- Arcivescovo Cesare Orsenigo
- Cardinale Josef Frings
- Arcivescovo Bruno Wüstenberg
- Arcivescovo Paul Hisao Yasuda
- Vescovo Joseph Atsumi Misue
- Cardinale Thomas Aquino Manyo Maeda

La successione apostolica è:
- Vescovo Alexis Mitsuru Shirahama, P.S.S. (2016)
- Vescovo Josep Maria Abella Batlle, C.M.F. (2018)
- Vescovo Paul Toshihiro Sakai (2018)

## Stemma
Troncato in scaglione: al I d'azzurro, alla rete da pescatore al naturale posta in figura di un monte, movente da un mare ondato di blu, a due fasce ondate d'azzurro, il tutto caricato dalla colomba dello Spirito Santo d'oro, con il capo attraversante il II; al II d'oro alla torta d'azzurro caricata da un bisante d'argento, sopracaricata da una lettera F di nero, la torta sopracaricata in punta a destra da una torta di rosso, sopracaricata da un bisante, sopracaricata da una lettera S di verde; le due torte sopracaricate in punta a sinistra da una torta di bruno, sopracaricata da una torta cucita di verde, sopracaricata da una lettera C d'argento; le tre torte sormontate dal motto PAX CHRISTI di nero, posto ad arco.
Ornamenti esteriori da arcivescovo metropolita; dalla croce pende una sindone d'argento.
Motto: "Non ministrari sed ministrare"